# 塞波·林德斯特伦
塞波·林德斯特伦（瑞典語：Seppo Lindström，1941年5月16日—），芬兰男子冰球运动员。他曾代表芬兰国家队参加1968年、1972年和1976年冬季奥林匹克运动会冰球比赛，最好名次为1976年冬季奥运会的第四名。